# Шишко Володимир Миколайович
Володи́мир Микола́йович Шишко́ (10 серпня 1978 — 19 листопада 2015) — старший сержант Збройних сил України, учасник російсько-української війни.

## Життєпис
Народився 1978 року в селі Тягун Вінницької області. Закінчив загальноосвітню школу, одружився, проживав у своєму селі.
Мобілізований у липні 2015-го, старший сержант, командир відділення 34-го окремого мотопіхотного батальйону «Батьківщина».
14 листопада 2015 року під час обстрілу російськими терористами поблизу Зайцевого зазнав осколкового поранення в голову.
Протягом п'яти днів перебував в комі, помер 19 листопада у військово-клінічному центрі в Харкові.
Похований у селі Тягун Іллінецького району.
Без Володимира лишилися мама, дружина, донька 2011 р.н.

## Нагороди та вшанування
За особисту мужність, сумлінне та бездоганне служіння Українському народові, зразкове виконання військового обов'язку відзначений — нагороджений
- орденом «За мужність» ІІІ ступеня (16.1.2016, посмертно)[1]